# Odilo Scherer
Odilo Pedro Scherer (Cerro Largo, Río Grande del Sur, 21 de septiembre de 1949) es un cardenal brasileño de la Iglesia católica. Actualmente es el arzobispo de São Paulo, y fue elevado a cardenal en 2007 por el papa Benedicto XVI. También ocupa el cargo de Gran-Canciller de la Pontificia Universidad Católica de São Paulo (PUC-SP), una de las mayores y mejores universidades de Brasil.

## Biografía

### Primeros años
Scherer, un brasileño descendiente de alemanes, nació el 21 de septiembre de 1949 en Cerro Largo (Río Grande del Sur), siendo sus padres Edwino Scherer y Francisca Wilma Steffens, y es pariente lejano del difunto cardenal-arzobispo de Porto Alegre, Alfredo Scherer. Su madre era descendiente de alemanes inmigrantes del Sarre.
Después de asistir a los seminarios menor y mayor en Curitiba, Scherer estudió en la Pontificia Universidad Católica de Paraná y en la Pontificia Universidad Gregoriana, en Roma, donde obtuvo su doctorado en Sagrada Teología en 1991. Fue ordenado sacerdote por el Arzobispo Armando Cirio, el 7 de diciembre de 1976.

### Profesor
Se desempeñó como director y profesor en el seminario diocesano de Cascavel (1977-1978), en el seminario diocesano de Toledo (Paraná) (1979-1982, 1993), y en el Centro Interdiocesano de Teología de Cascavel (1991-1993).
Antes de hacer pastoral, trabajo en Toledo desde 1985 a 1988, Scherer enseñó filosofía en Ciências Humanas Arnaldo Busatto (1980-1985), y teología en el Instituto Teológico Paulo VI (1985). Luego enseñó en la Universidad Estadual do Oeste do Paraná hasta 1994.
De 1994 a 2001, formó parte de la Congregación para los Obispos en la Curia romana, mientras que actuaba como párroco en Roma y capellán durante su tiempo libre.

### Obispo y Arzobispo
El 28 de noviembre de 2001, Scherer fue nombrado Obispo Auxiliar de São Paulo y Obispo titular de Novi por el papa Juan Pablo II. Recibió la consagración episcopal el 2 de febrero de 2002 de manos del cardenal Cláudio Hummes, actuando como co-consagrantes los arzobispos Armando Cirio y Anuar Battisti. Fue nombrado Secretario General de la Conferencia Episcopal brasileña en el año 2003. Con eso, también se convirtió en Gran-Canciller de la Pontificia Universidad Católica de São Paulo (PUC-SP).

### Cardenal
El papa Benedicto XVI nombró a Scherer como el séptimo arzobispo de São Paulo el 21 de marzo de 2007. Volvió a colocar al Cardenal Hummes, que fue hecho prefecto de la Congregación para el Clero, y por lo tanto puso fin a casi cuatro décadas de liderazgo franciscano en la Archidiócesis. El prelado brasileño acompañó al papa Benedicto XVI en gran parte de su visita a Brasil en mayo de 2007 y también pronunció un discurso durante la ceremonia de bienvenida a la llegada del Papa.
El 17 de octubre de 2007, el Papa anunció que iba a nombrar cardenal a Scherer. Scherer fue elevado al cardenalato en el consistorio de la Basílica de San Pedro del 24 de noviembre de 2007, adjudicándosele la diaconía de la Iglesia de San Andrés del Quirinal.
El 12 de junio de 2008, además de sus principales funciones fue nombrado por Benedicto XVI como miembro de la Congregación para el Clero. El 5 de enero de 2011 fue nombrado como uno de los primeros miembros del recién creado Pontificio Consejo para la Promoción de la Nueva Evangelización.
Fue considerado por algunos como papable en el Cónclave de 2013.
El 16 de julio de 2015 fue confirmado como miembro de la Pontificia Comisión para América Latina.
El 28 de mayo de 2019 fue confirmado como miembro de la Congregación para el Clero in aliud quinquennium.
El 14 de julio de 2020 fue nombrado miembro del Consejo de Asuntos Económicos de la Santa Sede ad quinquennium.
El 22 de junio de 2021 fue confirmado como miembro de la Congregación para la Educación Católica ad aliud quinquennium.
El 22 de noviembre de 2022 fue nombrado miembro del Dicasterio para la Cultura y la Educación ad quinquennium.
El 7 de marzo de 2023 fue nombrado miembro de la Sección para las cuestiones fundamentales de la evangelización en el mundo del Dicasterio para la Evangelización.

## Puntos de vista

### Panorama general
Scherer es considerado como teológicamente moderado.

### Evangelización
De acuerdo con un artículo en el sitio web de noticias católicas, ZENIT el 23 de julio de 2010, el cardenal Scherer piensa que hay un "déficit de evangelización" en todo el mundo hoy en día, por lo que el papa Benedicto XVI estableció una nueva división de la Curia Romana para lidiar con ese tema. Scherer, citado en el artículo diciendo que el Papa "trae a todos a entender que esta [nueva evangelización] es un objetivo suyo, y que debe ser la actitud de la Iglesia en todo el mundo, para responder a los desafíos del presente y al "cambio de época en la historia de la humanidad."

### El laicismo en Brasil
Ha argumentado que la eliminación de los crucifijos en lugares públicos no sería del mejor interés de la laicidad de Brasil.

### Los sacerdotes y la liturgia
En referencia al popular sacerdote brasileño Marcelo Rossi, Scherer declaró que, "Los sacerdotes no son hombres del espectáculo...La Misa no se transforma en un espectáculo".